# Apocalyptic Raids
Apocalyptic Raids EP je švicarskog ekstremnog metal sastava Hellhammer. Snimljen je i objavljen u ožujku 1984. i bio je jedini komercijalni album sastava.
Album imao je veliki utjecaj na tada nastajuće žanrove death metala i black metala. Poslužio je kao inspiracija tako raznolikim i cijenjenim sastavima kao što su Napalm Death i Sepultura, koji su snimili obrade pjesmi "Messiah".
Hellhammer se razišao samo tri mjeseca nakon snimanja ovog EP-a, a kasnije se ponovno okupio kao Celtic Frost. EP će biti ponovno izdan šest godina kasnije pod imenom Apocalyptic Raids 1990 AD, s novim naslovnicom i dvije dodatne pjesme.

## Naslovnica albuma
Naslovnica albuma Apocalyptic Raids nastala je pod utjecajem oštre estetike njemačkog ekspresionizma, kombinirajući monokromatičnost s krvavocrvenim logtipom sastava stiliziranim crnim slovima.

## Popis pjesama
Tekstovi i glazba: Tom G. Warrior, osim gdje je navedeno drugačije. 
| 1. | »Third of the Storms (Evoked Damnation)« | 2:45 |
| 2. | »Massacra«                               | 2:48 |

| Strana B | Strana B            | Strana B                 | Strana B | Strana B | Strana B | Strana B | Strana B | Strana B | Strana B |
| Br.      | Skladba             | Autor                    | Trajanje |          |          |          |          |          |          |
| -------- | ------------------- | ------------------------ | -------- | -------- | -------- | -------- | -------- | -------- | -------- |
| 3.       | »Triumph of Death«  |                          | 9:23     |          |          |          |          |          |          |
| 4.       | »Horus / Aggressor« | Warrior, Martin Eric Ain | 5:02     |          |          |          |          |          |          |
| 19:58    |                     |                          |          |          |          |          |          |          |          |

| Bonus pjesme na reizdanju iz 1990. | Bonus pjesme na reizdanju iz 1990. | Bonus pjesme na reizdanju iz 1990. | Bonus pjesme na reizdanju iz 1990. | Bonus pjesme na reizdanju iz 1990. | Bonus pjesme na reizdanju iz 1990. | Bonus pjesme na reizdanju iz 1990. | Bonus pjesme na reizdanju iz 1990. | Bonus pjesme na reizdanju iz 1990. | Bonus pjesme na reizdanju iz 1990. |
| Br.                                | Skladba                            | Autor                              | Trajanje                           |                                    |                                    |                                    |                                    |                                    |                                    |
| ---------------------------------- | ---------------------------------- | ---------------------------------- | ---------------------------------- | ---------------------------------- | ---------------------------------- | ---------------------------------- | ---------------------------------- | ---------------------------------- | ---------------------------------- |
| 5.                                 | »Revelations of Doom«              | Warrior, Ain                       | 2:49                               |                                    |                                    |                                    |                                    |                                    |                                    |
| 6.                                 | »Messiah«                          | Warrior, Ain                       | 4:33                               |                                    |                                    |                                    |                                    |                                    |                                    |
| 27:03                              |                                    |                                    |                                    |                                    |                                    |                                    |                                    |                                    |                                    |

Pjesme 5. i 6. također pojavio se na albumu Death Metal iz 1984.

## Zasluge
| Hellhammer - Tom G. Warrior – gitara, vokal, naslovnica albuma - Martin E. Ain – bas-gitara, produkcija - Denial Fiend – bubnjevi | Ostalo osoblje - Horst Müller – inženjer zvuka |